# Daphne Sheldrick
Dame Daphne Majorie Sheldrick née Jenkins DBE (Nakuru 4 juni 1934 - Nairobi 12 april 2018) was een Keniaans-Britse auteur, natuurbeschermer en dierverzorgingsdeskundige. Ze hield zich meer dan 30 jaar bezig met de opvang, opvoeding en re-integratie in het wild van weesolifanten. Ze was de oprichter van een olifantenopvang voor verweesde jonge dieren en van twee rehabilitatiecentra, van waaruit de jonge dieren voorbereid worden om weer in het wild uitgezet te worden.

## Biografie
Sheldrick werd geboren als derde van vier kinderen van Marjorie (née Webb) en Brian Jenkins, die een grote boerderij hadden in het Keniaanse district Nakuru. Kenia was toen een Britse kolonie. Op driejarige leeftijd gaven arbeiders haar een verweesd jong wild dier, dat ze grootbracht en vrijliet in het wild. Ze ging naar de Nakuru Primary School en Kenya High School.
Toen ze 19 was trouwde ze met Bill Woodley (1929-1995), een wildbeheerder in Nairobi National Park, met wie ze in 1955 een dochter kreeg, Gillian Sara Ellen (Jill). Nadat ze in juli 1960 van Woodley gescheiden was trouwde ze datzelfde jaar met David Sheldrick, met wie ze al sinds 1955 samenwerkte. Van 1955 tot 1976 werkten ze samen in Nationaal park Tsavo East. Gedurende die tijd verzorgde ze verweesde jongen van vele verschillende diersoorten, waaronder olifanten, neushoorns, buffels, zebra’s, elandantilopen, koedoes, impala’s, duikers, rietbokken, dikdiks, knobbelzwijnen, civetkatten, mangoesten and vogels, welke vervolgens weer vrijgelaten werden.
Een van haar grootste successen behaalde ze in de jaren '70, toen ze een kunstmatige voeding voor jonge olifantkalven ontwikkelde. Omdat olifanten geen koemelk kunnen verdragen, was het lang onmogelijk om weeskalven in leven te houden. Sheldrick ontwikkelde een speciaal melkmengsel met plantaardig vet en een bepaald type babymelkpoeder met kokosolie.
Sheldrick overleed op 83-jarige leeftijd op 12 april 2018 aan de gevolgen van borstkanker.

## Sheldrick Wildlife Trust
Na de dood van haar man in 1977 richtte Daphne Sheldrick de David Sheldrick Wildlife Trust (DSWT) op in Nairobi, Kenia. De organisatie werkt aan het beheer, behoud en bescherming van dieren in het wild in Kenia. De organisatie heeft het meest succesvolle reddings- en rehabilitatieprogramma voor weesolifanten ter wereld
Verder houdt de organisatie zich bezig met het aanleggen van hekwerken tussen natuurgebieden en agrarische gebieden, om zo conflicten te voorkomen, terwijl de natuur zo min mogelijk belemmerd wordt. Ook zorgt ze voor drinkwater voor wilde dieren, door met pompen en molens drenkplaatsen te vullen.
Daarnaast heeft de organisatie anti-stroperijteams, welke onder andere beschikken over zes vliegtuigen en een helikopter voor luchtbewaking, en over speurhonden die getraind zijn om stroperijproducten zoals ivoor en neushoornhoorns, en wapens en munitie op te sporen.
Ook beschikt de organisatie over mobiele veterinaire eenheden, en een SkyVet-initiatief in samenwerking met de Kenya Wildlife Service.
De organisatie voert projecten uit die tot doel hebben de natuurlijke omgeving te beschermen en het bewustzijn van de bevolking te vergroten, zoals ‘Saving Habitats’ en ‘Community Outreach’-projecten.

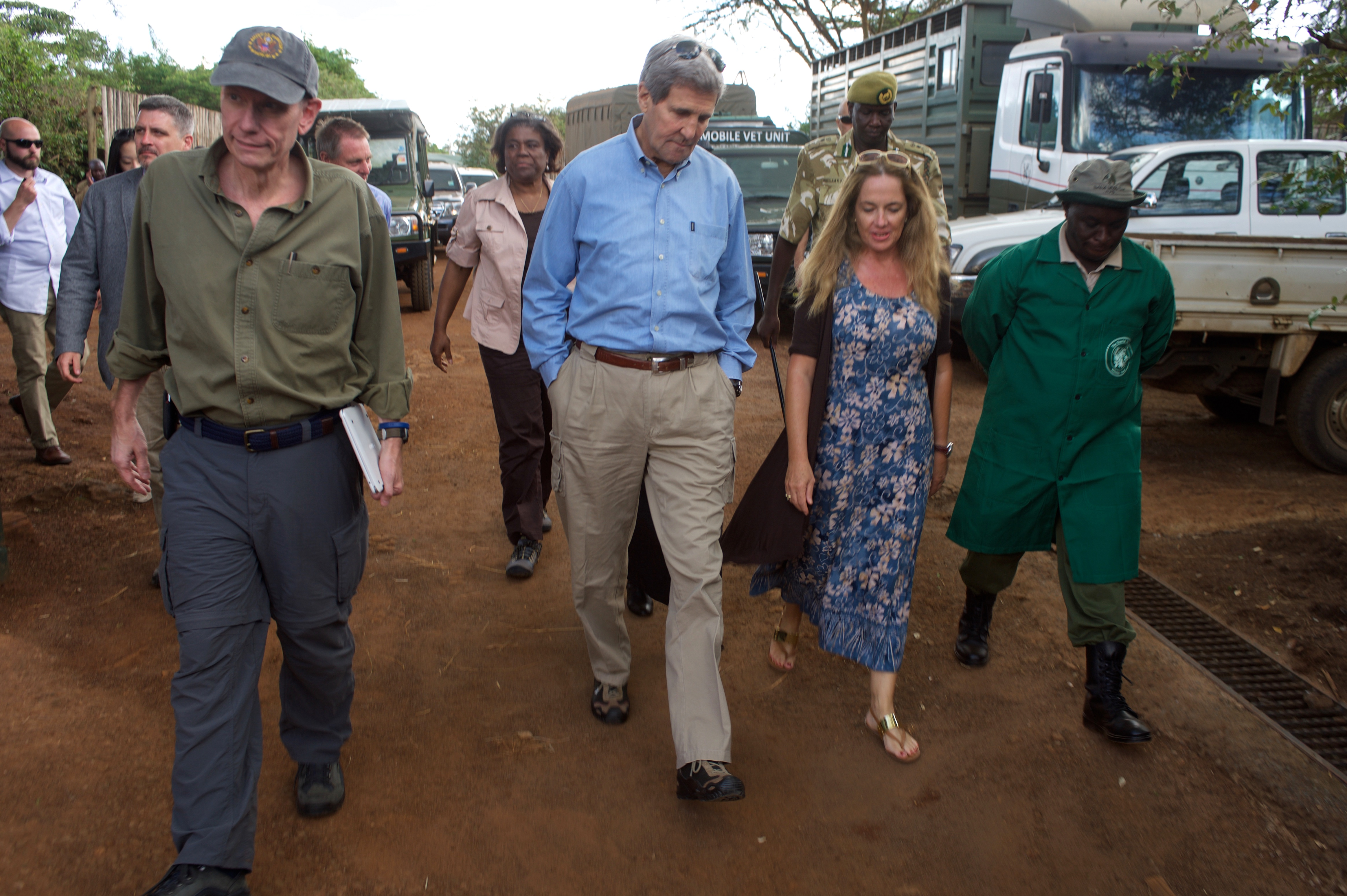
Angela Sheldrick met John Kerry in het olifantenweeshuis (2015)

Sinds 2001 wordt de SWT geleid door Angela Sheldrick (1963), de dochter van David en Daphne Sheldrick. Ook Daphne’s oudste dochter Jill Woodley (1955) werkt voor de SWT.
Op 1 februari 2019 wijzigde de naam in de Sheldrick Wildlife Trust (SWT) om zo zowel David als Daphne Sheldrick te eren.
Zowel in het Verenigd Koninkrijk als in de Verenigde Staten zijn zusterorganisaties van de Sheldrick Wildlife Trust The David Sheldrick Wildlife Trust UK en de The David Sheldrick Wildlife Trust USA.

## Daphne Sheldrick’s olifantenweeshuis

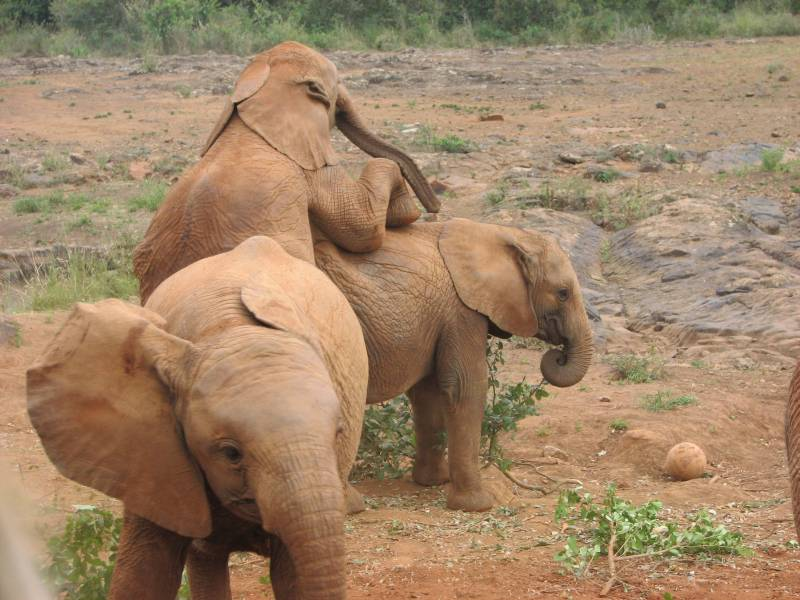
Jonge weesolifanten in Daphne Sheldricks Orphanage in Nairobi

Sheldrick’s olifantenweeshuis Nairobi Elephant Orphanage, (Swahili: Yatima ya Tembo ya Nairobi) is een onderdeel van Sheldrick Wildlife Trust en bevindt zich in het Nairobi National Park. Er worden voornamelijk verweesde olifantkalven maar ook neushoornkalven grootgebracht. Het olifantenweeshuis is alleen op afspraak toegankelijk voor bezoekers.
Sinds de oprichting zijn meer dan 140 olifanten gered en meer dan 90 in het wild teruggebracht.

## Onderscheidingen (selectie)
Daphne Sheldrick gold als „Moeder van de Olifanten“ (Swahili: Mama wa Tembo) en werd internationaal erkend als olifantendeskundige.
In 1989 werd Daphne Sheldrick door koningin Elizabeth II benoemd tot Lid in de Orde van het BritseRijk (MBE), en op 31 december 2005 tot Dame Commandeur in de Orde van het BritseRijk (DBE), Ze was daarmee de eerste Keniaanse die deze onderscheiding ontving nadat Kenia in 1963 onafhankelijk werd.
In 1992 werd Sheldrick opgenomen op de Wereldwijde erelijst (“Global 500 Roll of Honour”) van het VN-Milieuprogramma (UNEP), die in 1987 werd ingesteld om inzet van personen en organisaties voor het milieu te waarderen. Sinds 2005 heet dit het Champions of the Earth-programma.
In juni 2000 ontving ze van de Universiteit van Glasgow een eredoctoraat in de diergeneeskunde.
In December 2001 werd ze door de Keniaanse Overheid onderscheiden met de prestigieuze Order of the Burning Spear 3e klasse (Moran of the Order of the Burning Spear (MBS)).
In 2002 ontving Sheldrick van de BBC hun Lifetime Achievement Award.
In de editie van november 2005 van het Smithsonian Magazine, werd Daphne Sheldrick genoemd als een van de 35 mensen wereldwijd die van grote betekenis zijn (geweest) voor bescherming van natuur.

## Boeken
- Love, Life, and Elephants: An African Love Story (2012), autobiografie (Nederlandse vertaling: Mijn liefde voor Afrika (2014) (digitale versie)
- The Orphans of Tsavo (1966)
- Animal Kingdom: The Story of Tsavo, the Great African Game Park (1973)
- The Tsavo story (1973)
- My Four Footed Family (1979)
- An Elephant Called Eleanor (1981)
- Walking Thunder: In the Footsteps of the African Elephant (2009), met foto's van Cyril Christo and Marie Wilkinson

## Film en televisie
- The Price (documentaire, 2015)
- Let Elephants Be Elephants (korte documentaire, 2014)
- My Wild Affair, The Elephant Who Found a Mom (tv-documentaireserie, 2014)
- Breakfast (tv-serie, 2011)
- Made in Hollywood (tv-serie, 2011)
- Born to Be Wild (korte documentaire, 2011) verteld door Morgan Freeman[19]
- For the Love of Elephants (documentaire, 2010)
- Game Over: Conservation in Kenya (tv-documentaire, 2007)
- 60 Minutes, item "The Orphanage") (tv-documentaire serie, 2006)
- Gaia Symphony I (documentaire, 1992)
- Wogan (tv documentaire serie, 1989)
- Bloody Ivory (documentaire, 1978)

Sheldrick werkte als ‘animal consultant’ mee aan de tv-miniserie “The Flame Trees of Thika” (1981)

## Meer informatie
- 60 Minutes/CBS News 2006 report, see , accessed 9 October 2014.
- NBC Nightly News August 2012 report, see , accessed 9 October 2014.
- The Sunday Times March 2012 article, see , accessed 9 October 2014.
- The Telegraph February 2012 article, see , accessed 9 October 2014.
- Dame Sheldrick's October 2013 HuffPost blog on The International March…, see , accessed 9 October 2014.
- National Geographic 2013 interview, see , accessed 9 October 2014.
- Daily Mail June 2014 article, see , accessed 9 October 2014.
- CBC's The Nature of Things September 2014 article, see , accessed 9 October 2014.
- BBC's current description of the Elephant Orphanage, see , accessed 9 October 2014.
- Red Flag Magazine Winter 2014 article, see , accessed 9 October 2014.
- Time magazine online video, undated, see , accessed 9 October 2014.